# Rom byggdes inte på en dag
Rom byggdes inte på en dag (latin: Roma uno die non est condita) är ett ordspråk som styrker behovet av tid för att skapa stora saker. Det är den vanliga översättningen av den medeltida franska frasen ”Rome ne fu[t] pas faite toute en un jour”, från samlingen Li Proverbe au Vilain (publicerad omkring 1190). Den moderna franska formen är ”Rome ne s'est pas faite en un jour”.